# Jorge de Pisidia
Jorge de Pisidia fue un poeta bizantino, nacido en Pisidia, al sur de Asia Menor, que vivió en el siglo VII. Hay muy poca información acerca de él, pero se sabe que fue diácono y chartophylax (archivero) en Santa Sofía.
Su obra más importante es la Expedición de Heraclio contra los persas, un poema épico de 1.098 versos, en metro yámbico, dividido en tres libros, acerca de las campañas persas del emperador Heraclio, que parece obra de un testigo ocular. Fue también autor de la Avarica, relato del infructuoso intento que llevaron a cabo los ávaros de conquistar Constantinopla en 626, también en metro yámbico, de 641 versos.
Otras obras suyas son el poema didáctico, el Hexaemeron ("Sobre la Creación"), acerca de la creación del mundo; un tratado sobre la vanidad de la vida, influido por el Eclesiastés; un texto polémico contra Severo, obispo de Antioquía: y dos poemas cortos, uno sobre la resurrección de Cristo, y otros acerca de la recuperación por Heraclio de la Vera Cruz, que había sido robada por los persas. Usó principalmente el metro yámbico. Jorge de Pisidia es un versificador correcto, e incluso elegante, y sus obras tiene gran valor como crónicas de los sucesos contemporáneos.